# كوجي أكياما
كوجي أكياما (باليابانية: 秋山幸二؛ بالكانا: あきやま こうじ) هو لاعب كرة قاعدة ياباني، ولد في 6 أبريل 1962 في Miyahara, Kumamoto ‏ في اليابان.

## وصلات خارجية
- كوجي أكياما على موقع الدوري الياباني لكرة القاعدة (الإنجليزية)
- كوجي أكياما على موقعبيزبول رفرنس.كوم (الدوري الثانوي) (الإنجليزية)